# Mistrzostwa Świata Juniorek w Hokeju na Lodzie 2020/I Dywizja
Mistrzostwa Świata Juniorek w Hokeju na Lodzie I Dywizji 2020 rozegrane zostały odpowiednio w dniach 3 - 9 stycznia 2020 (Grupa A) oraz 2 - 8 stycznia 2020 (Grupa B).
Do mistrzostw I Dywizji przystąpiło 12 zespołów, które zostały podzielone na dwie grupy po sześć zespołów. Zgodnie z formatem zawody I Dywizji odbyły się w dwóch grupach: Grupa A w Niemczech (Füssen), zaś grupa B w Polsce (Katowice). Reprezentacje rywalizowały systemem każdy z każdym.
Hale, w których przeprowadzone zostały zawody:
- Arena Füssen w Füssen – Dywizja IA,
- Jantor w Katowicach – Dywizja IB.

## Grupa A
Do mistrzostw świata elity juniorek w 2021 z Grupy A awansowała najlepsza reprezentacja. Ostatni zespół Grupy A został zdegradowany i w 2021 zagra w Grupie B.
| 3 stycznia 2020 | Francja | 0:5 | Japonia | Arena Füssen, Füssen |

| Szczegóły      | Szczegóły   | Szczegóły       | Szczegóły   | Szczegóły                                                                                  |
| -------------- | ----------- | --------------- | ----------- | ------------------------------------------------------------------------------------------ |
| Godzina: 13:00 |             | (0:1, 0:2, 0:2) |             | Widzów: 100 Sędzia główny: Zuzana Rimbalova Sędziowie liniowi: Beth Bowshall Caroline Butt |
| Godzina: 13:00 | 10 min. kar |                 | 10 min. kar | Widzów: 100 Sędzia główny: Zuzana Rimbalova Sędziowie liniowi: Beth Bowshall Caroline Butt |

| 3 stycznia 2020 | Włochy | 0:5 | Niemcy | Arena Füssen, Füssen |

| Szczegóły      | Szczegóły   | Szczegóły       | Szczegóły  | Szczegóły                                                                                          |
| -------------- | ----------- | --------------- | ---------- | -------------------------------------------------------------------------------------------------- |
| Godzina: 16:30 |             | (0:2, 0:1, 0:2) |            | Widzów: 615 Sędzia główny: Miyuki Nakayama Sędziowie liniowi: Laura Gutauskas Witalija Chamicewicz |
| Godzina: 16:30 | 12 min. kar |                 | 4 min. kar | Widzów: 615 Sędzia główny: Miyuki Nakayama Sędziowie liniowi: Laura Gutauskas Witalija Chamicewicz |

| 3 stycznia 2020 | Dania | 1:2 pk. | Węgry | Arena Füssen, Füssen |

| Szczegóły      | Szczegóły   | Szczegóły                 | Szczegóły  | Szczegóły                                                                                     |
| -------------- | ----------- | ------------------------- | ---------- | --------------------------------------------------------------------------------------------- |
| Godzina: 20:00 |             | (0:0, 1:0, 0:1, 0:0, 0:1) |            | Widzów: 100 Sędzia główny: Michelle Stapleton Sędziowie liniowi: Leonie Knapp Kamila Smetkova |
| Godzina: 20:00 | 16 min. kar |                           | 6 min. kar | Widzów: 100 Sędzia główny: Michelle Stapleton Sędziowie liniowi: Leonie Knapp Kamila Smetkova |

| 4 stycznia 2020 | Japonia | 5:0 | Włochy | Arena Füssen, Füssen |

| Szczegóły      | Szczegóły   | Szczegóły       | Szczegóły  | Szczegóły                                                                                 |
| -------------- | ----------- | --------------- | ---------- | ----------------------------------------------------------------------------------------- |
| Godzina: 13:00 |             | (1:0, 3:0, 1:0) |            | Widzów: 100 Sędzia główny: Mackenzie Welter Sędziowie liniowi: Leonie Knapp Harriet Weegh |
| Godzina: 13:00 | 18 min. kar |                 | 6 min. kar | Widzów: 100 Sędzia główny: Mackenzie Welter Sędziowie liniowi: Leonie Knapp Harriet Weegh |

| 4 stycznia 2020 | Węgry | 4:1 | Francja | Arena Füssen, Füssen |

| Szczegóły      | Szczegóły   | Szczegóły       | Szczegóły  | Szczegóły                                                                                    |
| -------------- | ----------- | --------------- | ---------- | -------------------------------------------------------------------------------------------- |
| Godzina: 16:30 |             | (1:0, 2:1, 1:0) |            | Widzów: 215 Sędzia główny: Zuzana Rimbalova Sędziowie liniowi: Caroline Butt Laura Gutauskas |
| Godzina: 16:30 | 16 min. kar |                 | 8 min. kar | Widzów: 215 Sędzia główny: Zuzana Rimbalova Sędziowie liniowi: Caroline Butt Laura Gutauskas |

| 4 stycznia 2020 | Niemcy | 3:0 | Dania | Arena Füssen, Füssen |

| Szczegóły      | Szczegóły   | Szczegóły       | Szczegóły   | Szczegóły                                                                               |
| -------------- | ----------- | --------------- | ----------- | --------------------------------------------------------------------------------------- |
| Godzina: 20:00 |             | (1:0, 2:0, 0:0) |             | Sędzia główny: Michelle Stapleton Sędziowie liniowi: Beth Bowshall Witalija Chamicewicz |
| Godzina: 20:00 | 29 min. kar |                 | 14 min. kar | Sędzia główny: Michelle Stapleton Sędziowie liniowi: Beth Bowshall Witalija Chamicewicz |

| 6 stycznia 2020 | Francja | 2:1 | Włochy | Arena Füssen, Füssen |

| Szczegóły      | Szczegóły   | Szczegóły       | Szczegóły   | Szczegóły                                                                                      |
| -------------- | ----------- | --------------- | ----------- | ---------------------------------------------------------------------------------------------- |
| Godzina: 13:00 |             | (0:0, 0:0, 2:1) |             | Widzów: 100 Sędzia główny: Michelle Stapleton Sędziowie liniowi: Caroline Butt Kamila Smetkova |
| Godzina: 13:00 | 10 min. kar |                 | 22 min. kar | Widzów: 100 Sędzia główny: Michelle Stapleton Sędziowie liniowi: Caroline Butt Kamila Smetkova |

| 6 stycznia 2020 | Japonia | 7:0 | Dania | Arena Füssen, Füssen |

| Szczegóły      | Szczegóły  | Szczegóły       | Szczegóły  | Szczegóły                                                                                    |
| -------------- | ---------- | --------------- | ---------- | -------------------------------------------------------------------------------------------- |
| Godzina: 16:30 |            | (3:0, 2:0, 2:0) |            | Widzów: 150 Sędzia główny: Mackenzie Welter Sędziowie liniowi: Beth Bowshall Laura Gutauskas |
| Godzina: 16:30 | 2 min. kar |                 | 6 min. kar | Widzów: 150 Sędzia główny: Mackenzie Welter Sędziowie liniowi: Beth Bowshall Laura Gutauskas |

| 6 stycznia 2020 | Niemcy | 2:1 pk. | Węgry | Arena Füssen, Füssen |

| Godzina: 20:00 |             | (0:0, 1:0, 0:1, 0:0, 1:0) |            | Widzów: 502 Sędzia główny: Miyuki Nakayama Sędziowie liniowi: Witalija Chamicewicz Harriet Weegh |
| Godzina: 20:00 | 18 min. kar |                           | 8 min. kar | Widzów: 502 Sędzia główny: Miyuki Nakayama Sędziowie liniowi: Witalija Chamicewicz Harriet Weegh |

| 7 stycznia 2020 | Włochy | 6:4 | Dania | Arena Füssen, Füssen |

| Szczegóły      | Szczegóły   | Szczegóły       | Szczegóły   | Szczegóły                                                                                 |
| -------------- | ----------- | --------------- | ----------- | ----------------------------------------------------------------------------------------- |
| Godzina: 13:00 |             | (1:3, 3:0, 2:1) |             | Widzów: 100 Sędzia główny: Zuzana Rimbalova Sędziowie liniowi: Caroline Butt Leonie Knapp |
| Godzina: 13:00 | 12 min. kar |                 | 24 min. kar | Widzów: 100 Sędzia główny: Zuzana Rimbalova Sędziowie liniowi: Caroline Butt Leonie Knapp |

| 7 stycznia 2020 | Węgry | 1:2 | Japonia | Arena Füssen, Füssen |

| Szczegóły      | Szczegóły   | Szczegóły       | Szczegóły  | Szczegóły                                                                                           |
| -------------- | ----------- | --------------- | ---------- | --------------------------------------------------------------------------------------------------- |
| Godzina: 16:30 |             | (0:1, 1:1, 0:0) |            | Widzów: 150 Sędzia główny: Mackenzie Welter Sędziowie liniowi: Witalija Chamicewicz Kamila Smetkova |
| Godzina: 16:30 | 18 min. kar |                 | 8 min. kar | Widzów: 150 Sędzia główny: Mackenzie Welter Sędziowie liniowi: Witalija Chamicewicz Kamila Smetkova |

| 7 stycznia 2020 | Niemcy | 6:0 | Francja | Arena Füssen, Füssen |

| Szczegóły      | Szczegóły  | Szczegóły       | Szczegóły   | Szczegóły                                                                                   |
| -------------- | ---------- | --------------- | ----------- | ------------------------------------------------------------------------------------------- |
| Godzina: 20:00 |            | (1:0, 3:0, 2:0) |             | Widzów: 567 Sędzia główny: Miyuki Nakayama Sędziowie liniowi: Laura Gutauskas Harriet Weegh |
| Godzina: 20:00 | 6 min. kar |                 | 14 min. kar | Widzów: 567 Sędzia główny: Miyuki Nakayama Sędziowie liniowi: Laura Gutauskas Harriet Weegh |

| 9 stycznia 2020 | Dania | 0:2 | Francja | Arena Füssen, Füssen |

| Szczegóły      | Szczegóły   | Szczegóły       | Szczegóły  | Szczegóły                                                                                  |
| -------------- | ----------- | --------------- | ---------- | ------------------------------------------------------------------------------------------ |
| Godzina: 11:00 |             | (0:0, 0:1, 0:1) |            | Widzów: 175 Sędzia główny: Mackenzie Welter Sędziowie liniowi: Beth Bowshall Caroline Butt |
| Godzina: 11:00 | 45 min. kar |                 | 2 min. kar | Widzów: 175 Sędzia główny: Mackenzie Welter Sędziowie liniowi: Beth Bowshall Caroline Butt |

| 9 stycznia 2020 | Węgry | 2:3 pk. | Włochy | Arena Füssen, Füssen |

| Szczegóły      | Szczegóły   | Szczegóły                 | Szczegóły   | Szczegóły                                                                                 |
| -------------- | ----------- | ------------------------- | ----------- | ----------------------------------------------------------------------------------------- |
| Godzina: 14:30 |             | (0:1, 1:0, 1:1, 0:0, 0:1) |             | Widzów: 100 Sędzia główny: Zuzana Rimbalova Sędziowie liniowi: Leonie Knapp Harriet Weegh |
| Godzina: 14:30 | 41 min. kar |                           | 10 min. kar | Widzów: 100 Sędzia główny: Zuzana Rimbalova Sędziowie liniowi: Leonie Knapp Harriet Weegh |

| 9 stycznia 2020 | Japonia | 1:2 | Niemcy | Arena Füssen, Füssen |

| Szczegóły      | Szczegóły  | Szczegóły       | Szczegóły   | Szczegóły                                                                                             |
| -------------- | ---------- | --------------- | ----------- | --- |
| Godzina: 18:00 |            | (0:0, 0:0, 1:2) |             | Widzów: 617 Sędzia główny: Michelle Stapleton Sędziowie liniowi: Witalija Chamicewicz Kamila Smetkova |
| Godzina: 18:00 | 8 min. kar |                 | 12 min. kar | Widzów: 617 Sędzia główny: Michelle Stapleton Sędziowie liniowi: Witalija Chamicewicz Kamila Smetkova |

Tabela
| Lp. | Zespół  | M | Pkt | Z | Zd | Pd | P | G+ | G- | +/− |
| --- | ------- | - | --- | - | -- | -- | - | -- | -- | --- |
| 1   | Niemcy  | 5 | 14  | 4 | 1  | 0  | 0 | 18 | 2  | +16 |
| 2   | Japonia | 5 | 12  | 4 | 0  | 0  | 1 | 20 | 3  | +17 |
| 3   | Węgry   | 5 | 7   | 1 | 1  | 2  | 1 | 10 | 9  | +1  |
| 4   | Francja | 5 | 6   | 2 | 0  | 0  | 3 | 5  | 16 | -11 |
| 5   | Włochy  | 5 | 5   | 1 | 1  | 0  | 3 | 10 | 18 | -8  |
| 6   | Dania   | 5 | 1   | 0 | 0  | 1  | 4 | 5  | 20 | -15 |

    = awans do elity     = utrzymanie w I dywizji grupy A     = spadek do I dywizji grupy B
Statystyki indywidualne
- Klasyfikacja strzelców:  Yumeka Wajima: 5 goli[1]
- Klasyfikacja asystentów:  Nina Christof: 4 asyst[2]
- Klasyfikacja kanadyjska:  Yumeka Wajima: 6 punktów[3]
- Klasyfikacja kanadyjska obrońców:  Heidi Strompf 4 punktów[4]
- Klasyfikacja +/−:  Sakura Kitamura
  Hinata Corazon Lack
  Ami Sasaki
  Kyoka Tsutsumi: +7[5]
- Klasyfikacja skuteczności interwencji bramkarzy:  Kiku Kobayashi: 100%[6]
- Klasyfikacja średniej goli straconych na mecz bramkarzy:  Kiku Kobayashi: 0%[6]
- Klasyfikacja minut kar:  Emma Kreisz: 45 minut[7]

Nagrody indywidualne
Dyrektoriat turnieju wybrał trójkę najlepszych zawodniczek, po jednej na każdej pozycji:
- Bramkarz:  Sofie Disl
- Obrońca:  Ronja Hark
- Napastnik:  Yumeka Wajima

## Grupa B
Do mistrzostw świata I Dywizji Grupy A w 2021 z Grupy B awansowała pierwsza drużyna. Ostatni zespół Grupy B został zdegradowany i w 2021 zagra w mistrzostwach świata II Dywizji Grupy A.
| 2 stycznia 2020 | Chiny | 3:2 pd. | Wielka Brytania | Jantor, Katowice |

| Szczegóły      | Szczegóły   | Szczegóły            | Szczegóły   | Szczegóły                                                                                         |
| -------------- | ----------- | -------------------- | ----------- | ------------------------------------------------------------------------------------------------- |
| Godzina: 13:00 |             | (0:1, 0:1, 2:0, 1:0) |             | Widzów: 120 Sędzia główny: Katalin Majzik-Gernyi Sędziowie liniowi: Natalia Suchanek Monika Szpyt |
| Godzina: 13:00 | 26 min. kar |                      | 12 min. kar | Widzów: 120 Sędzia główny: Katalin Majzik-Gernyi Sędziowie liniowi: Natalia Suchanek Monika Szpyt |

| 2 stycznia 2020 | Korea Południowa | 0:4 | Austria | Jantor, Katowice |

| Szczegóły      | Szczegóły  | Szczegóły       | Szczegóły  | Szczegóły                                                                                  |
| -------------- | ---------- | --------------- | ---------- | ------------------------------------------------------------------------------------------ |
| Godzina: 16:30 |            | (0:1, 0:2, 0:1) |            | Widzów: 105 Sędzia główny: Ida Henriksson Sędziowie liniowi: Zora Gottlibet Jennifer Vicha |
| Godzina: 16:30 | 2 min. kar |                 | 4 min. kar | Widzów: 105 Sędzia główny: Ida Henriksson Sędziowie liniowi: Zora Gottlibet Jennifer Vicha |

| 2 stycznia 2020 | Polska | 0:1 | Norwegia | Jantor, Katowice |

| Szczegóły      | Szczegóły   | Szczegóły       | Szczegóły  | Szczegóły                                                                                              |
| -------------- | ----------- | --------------- | ---------- | --- |
| Godzina: 20:00 |             | (0:0, 0:1, 0:0) |            | Widzów: 280 Sędzia główny: Tiina Saarimaki Sędziowie liniowi: Johanna Oksanen Cassandra Repstock-Romme |
| Godzina: 20:00 | 12 min. kar |                 | 6 min. kar | Widzów: 280 Sędzia główny: Tiina Saarimaki Sędziowie liniowi: Johanna Oksanen Cassandra Repstock-Romme |

| 3 stycznia 2020 | Wielka Brytania | 1:0 | Korea Południowa | Jantor, Katowice |

| Szczegóły      | Szczegóły   | Szczegóły       | Szczegóły  | Szczegóły                                                                                             |
| -------------- | ----------- | --------------- | ---------- | --- |
| Godzina: 13:00 |             | (0:0, 0:0, 1:0) |            | Widzów: 115 Sędzia główny: Ida Henriksson Sędziowie liniowi: Johanna Oksanen Cassandra Repstock-Romme |
| Godzina: 13:00 | 14 min. kar |                 | 4 min. kar | Widzów: 115 Sędzia główny: Ida Henriksson Sędziowie liniowi: Johanna Oksanen Cassandra Repstock-Romme |

| 3 stycznia 2020 | Norwegia | 1:2 pd. | Chiny | Jantor, Katowice |

| Szczegóły      | Szczegóły  | Szczegóły            | Szczegóły  | Szczegóły                                                                                 |
| -------------- | ---------- | -------------------- | ---------- | ----------------------------------------------------------------------------------------- |
| Godzina: 16:30 |            | (1:1, 0:0, 0:0, 0:1) |            | Widzów: 125 Sędzia główny: Sang Hee Ma Sędziowie liniowi: Zora Gottlibet Natalia Suchanek |
| Godzina: 16:30 | 4 min. kar |                      | 6 min. kar | Widzów: 125 Sędzia główny: Sang Hee Ma Sędziowie liniowi: Zora Gottlibet Natalia Suchanek |

| 3 stycznia 2020 | Austria | 2:1 pd. | Polska | Jantor, Katowice |

| Szczegóły      | Szczegóły  | Szczegóły            | Szczegóły  | Szczegóły                                                                                              |
| -------------- | ---------- | -------------------- | ---------- | --- |
| Godzina: 20:00 |            | (0:1, 0:0, 1:0, 1:0) |            | Widzów: 299 Sędzia główny: Katalin Majzik-Gernyi Sędziowie liniowi: Claudia de la Pompa Jennifer Vicha |
| Godzina: 20:00 | 8 min. kar |                      | 4 min. kar | Widzów: 299 Sędzia główny: Katalin Majzik-Gernyi Sędziowie liniowi: Claudia de la Pompa Jennifer Vicha |

| 5 stycznia 2020 | Austria | 4:0 | Chiny | Jantor, Katowice |

| Szczegóły      | Szczegóły  | Szczegóły       | Szczegóły   | Szczegóły                                                                                  |
| -------------- | ---------- | --------------- | ----------- | ------------------------------------------------------------------------------------------ |
| Godzina: 13:00 |            | (4:0, 0:0, 0:0) |             | Widzów: 125 Sędzia główny: Ida Henriksson Sędziowie liniowi: Natalia Suchanek Monika Szpyt |
| Godzina: 13:00 | 4 min. kar |                 | 10 min. kar | Widzów: 125 Sędzia główny: Ida Henriksson Sędziowie liniowi: Natalia Suchanek Monika Szpyt |

| 5 stycznia 2020 | Norwegia | 7:1 | Wielka Brytania | Jantor, Katowice |

| Szczegóły      | Szczegóły   | Szczegóły       | Szczegóły  | Szczegóły                                                                                |
| -------------- | ----------- | --------------- | ---------- | ---------------------------------------------------------------------------------------- |
| Godzina: 16:30 |             | (3:1, 2:0, 2:0) |            | Widzów: 155 Sędzia główny: Sang Hee Ma Sędziowie liniowi: Johanna Oksanen Jennifer Vicha |
| Godzina: 16:30 | 12 min. kar |                 | 4 min. kar | Widzów: 155 Sędzia główny: Sang Hee Ma Sędziowie liniowi: Johanna Oksanen Jennifer Vicha |

| 5 stycznia 2020 | Korea Południowa | 2:1 | Polska | Jantor, Katowice |

| Szczegóły      | Szczegóły   | Szczegóły       | Szczegóły  | Szczegóły                                                                                        |
| -------------- | ----------- | --------------- | ---------- | ------------------------------------------------------------------------------------------------ |
| Godzina: 20:00 |             | (1:1, 1:0, 0:0) |            | Widzów: 299 Sędzia główny: Tiina Saarimaki Sędziowie liniowi: Claudia de la Pompa Zora Gottlibet |
| Godzina: 20:00 | 10 min. kar |                 | 8 min. kar | Widzów: 299 Sędzia główny: Tiina Saarimaki Sędziowie liniowi: Claudia de la Pompa Zora Gottlibet |

| 7 stycznia 2020 | Norwegia | 2:3 pd. | Korea Południowa | Jantor, Katowice |

| Szczegóły      | Szczegóły   | Szczegóły            | Szczegóły  | Szczegóły                                                                                 |
| -------------- | ----------- | -------------------- | ---------- | ----------------------------------------------------------------------------------------- |
| Godzina: 13:00 |             | (0:1, 1:1, 1:0, 0:1) |            | Widzów: 100 Sędzia główny: Tiina Saarimaki Sędziowie liniowi: Monika Szpyt Jennifer Vicha |
| Godzina: 13:00 | 16 min. kar |                      | 8 min. kar | Widzów: 100 Sędzia główny: Tiina Saarimaki Sędziowie liniowi: Monika Szpyt Jennifer Vicha |

| 7 stycznia 2020 | Wielka Brytania | 0:3 | Austria | Jantor, Katowice |

| Szczegóły      | Szczegóły  | Szczegóły       | Szczegóły  | Szczegóły                                                                                                |
| -------------- | ---------- | --------------- | ---------- | --- |
| Godzina: 16:30 |            | (0:1, 0:0, 0:2) |            | Widzów: 155 Sędzia główny: Katalin Majzik-Gernyi Sędziowie liniowi: Claudia de la Pompa Natalia Suchanek |
| Godzina: 16:30 | 8 min. kar |                 | 0 min. kar | Widzów: 155 Sędzia główny: Katalin Majzik-Gernyi Sędziowie liniowi: Claudia de la Pompa Natalia Suchanek |

| 7 stycznia 2020 | Polska | 1:3 | Chiny | Jantor, Katowice |

| Szczegóły      | Szczegóły  | Szczegóły       | Szczegóły   | Szczegóły                                                                                          |
| -------------- | ---------- | --------------- | ----------- | -------------------------------------------------------------------------------------------------- |
| Godzina: 20:00 |            | (0:1, 0:1, 1:1) |             | Widzów: 299 Sędzia główny: Sang Hee Ma Sędziowie liniowi: Johanna Oksanen Cassandra Repstock-Romme |
| Godzina: 20:00 | 8 min. kar |                 | 12 min. kar | Widzów: 299 Sędzia główny: Sang Hee Ma Sędziowie liniowi: Johanna Oksanen Cassandra Repstock-Romme |

| 8 stycznia 2020 | Austria | 1:2 | Norwegia | Jantor, Katowice |

| Szczegóły      | Szczegóły  | Szczegóły       | Szczegóły   | Szczegóły                                                                                   |
| -------------- | ---------- | --------------- | ----------- | ------------------------------------------------------------------------------------------- |
| Godzina: 13:00 |            | (0:0, 0:1, 1:1) |             | Widzów: 94 Sędzia główny: Tiina Saarimaki Sędziowie liniowi: Johanna Oksanen Jennifer Vicha |
| Godzina: 13:00 | 2 min. kar |                 | 12 min. kar | Widzów: 94 Sędzia główny: Tiina Saarimaki Sędziowie liniowi: Johanna Oksanen Jennifer Vicha |

| 8 stycznia 2020 | Chiny | 4:2 | Korea Południowa | Jantor, Katowice |

| Szczegóły      | Szczegóły  | Szczegóły       | Szczegóły  | Szczegóły                                                                                     |
| -------------- | ---------- | --------------- | ---------- | --------------------------------------------------------------------------------------------- |
| Godzina: 16:30 |            | (0:1, 1:0, 3:1) |            | Widzów: 110 Sędzia główny: Ida Henriksson Sędziowie liniowi: Claudia de la Pompa Monika Szpyt |
| Godzina: 16:30 | 6 min. kar |                 | 4 min. kar | Widzów: 110 Sędzia główny: Ida Henriksson Sędziowie liniowi: Claudia de la Pompa Monika Szpyt |

| 8 stycznia 2020 | Wielka Brytania | 1:5 | Polska | Jantor, Katowice |

| Szczegóły      | Szczegóły  | Szczegóły       | Szczegóły   | Szczegóły                                                                                         |
| -------------- | ---------- | --------------- | ----------- | ------------------------------------------------------------------------------------------------- |
| Godzina: 20:00 |            | (0:0, 0:2, 1:3) |             | Widzów: 299 Sędzia główny: Sang Hee Ma Sędziowie liniowi: Zora Gottlibet Cassandra Repstock-Romme |
| Godzina: 20:00 | 8 min. kar |                 | 10 min. kar | Widzów: 299 Sędzia główny: Sang Hee Ma Sędziowie liniowi: Zora Gottlibet Cassandra Repstock-Romme |

Tabela
| Lp. | Zespół           | M | Pkt | Z | Zd | Pd | P | G+ | G- | +/− |
| --- | ---------------- | - | --- | - | -- | -- | - | -- | -- | --- |
| 1   | Norwegia         | 5 | 11  | 3 | 0  | 2  | 0 | 13 | 7  | +6  |
| 2   | Austria          | 5 | 11  | 3 | 1  | 0  | 1 | 14 | 3  | +11 |
| 3   | Chiny            | 5 | 10  | 2 | 2  | 0  | 1 | 12 | 10 | +2  |
| 4   | Korea Południowa | 5 | 5   | 1 | 1  | 0  | 3 | 7  | 12 | -5  |
| 5   | Polska           | 5 | 4   | 1 | 0  | 1  | 3 | 8  | 9  | -1  |
| 6   | Wielka Brytania  | 5 | 4   | 1 | 0  | 1  | 3 | 5  | 18 | -13 |

    = awans do I dywizji grupy A     = utrzymanie w I dywizji grupy B     = spadek do II dywizji grupy A
Statystyki indywidualne
- Klasyfikacja strzelców:  Lena Daubock: 5 goli[9]
- Klasyfikacja asystentów:  Silje Gundersen
  Leonie Kutzer 
  Li Qianhua: 4 asyst[10]
- Klasyfikacja kanadyjska:  Silje Gundersen: 7 punktów[11]
- Klasyfikacja kanadyjska obrońców:  Emma Mortl 4 punktów[12]
- Klasyfikacja +/−:  Emma Hofbauer: +7[13]
- Klasyfikacja skuteczności interwencji bramkarzy:  Selma Luggin: 97,3%[14]
- Klasyfikacja średniej goli straconych na mecz bramkarzy:  Selma Luggin: 0,6%[14]
- Klasyfikacja minut kar:  Mirren Foy: 14 minut[15]

Nagrody indywidualne
Dyrektoriat turnieju wybrał trójkę najlepszych zawodniczek, po jednej na każdej pozycji:
- Bramkarz:  Selma Luggin
- Obrońca:  Karolina Hengelmuller
- Napastnik:  Silje Gundersen